# Élincourt-Sainte-Marguerite
Élincourt-Sainte-Marguerite is een gemeente in het Franse departement Oise (regio Hauts-de-France) en telt 763 inwoners (1999). De plaats maakt deel uit van het arrondissement Compiègne.

## Geografie
De oppervlakte van Élincourt-Sainte-Marguerite bedraagt 11,0 km², de bevolkingsdichtheid is 69,4 inwoners per km².
De onderstaande kaart toont de ligging van Élincourt-Sainte-Marguerite met de belangrijkste infrastructuur en aangrenzende gemeenten.

## Demografie
Onderstaande figuur toont het verloop van het inwonertal (bron: INSEE-tellingen).